# Allgemeine Bäckerzeitung
Die ABZ – Allgemeine Bäcker Zeitung ist laut einem ihrer Untertitel „das Fachorgan für das Bäckerhandwerk“ im deutschsprachigen Raum. Das Blatt ist eine Fortsetzung der älteren Bäcker- und Konditoren-Zeitung und erschien seit 1948 erst wöchentlich, später vierzehntäglich bei Matthaes in Stuttgart. Ab dem Ende des 20. Jahrhunderts gingen die Zeitschriften wie Top Back und Der Bäckermeister in der ABZ auf, zu der verschiedene Supplements wie ABZ-Plus, Snack, Snacks das Magazin und der Bäcker Guide erschienen.

## Belege
1. ↑  ZDB-ID 126123-X